# Claudio Corti (piloto)
Claudio Corti (Como, Italia, 25 de junio de 1987) es un piloto italiano de motociclismo. Actualmente participa en el CIV (Campeonato Italiano de Velocidad).

## Trayectoria
En 2004, cuando tenía 17 años, quedó segundo la Copa de Italia de Supersport. Un año después se llevó el campeonato europeo de Superstock 600, tras haber logrado 5 victorias y 7 podios. En 2010 dio el salto a la Moto2 con una Suter MMX fichando por el equipo Forward Racing en el que tuvo como compañero a Jules Cluzel; ese año consiguió su primera pole position en la categoría, aunque terminaría muy lejos de los puestos de cabeza en el 25.º lugar. La siguiente temporada repitió la misma posición en la general, y en 2012 con una Kalex consiguió mejorar hasta la 14.ª posición, con una vuelta rápida y un segundo puesto en el GP de Francia. Ese mismo año le apartan de Moto2 cuando faltaban tan solo 4 carreras por finalizar, sustituyéndole por Toni Elias. Corrió un gran premio de Superbikes en sustitución de David Salom, también correrá un gran premio en MotoGP con el equipo Avintia Blusens.
En 2013 firmó por NGM Mobile Forward Racing para correr en la categoría máxima, MotoGP. Su compañero es Colin Edwards.

## Palmarés
| Temporada | Categoría | Moto           | Carreras | Victorias | Podiums | Pole | V.Rápidas | Puntos | Posición |
| --------- | --------- | -------------- | -------- | --------- | ------- | ---- | --------- | ------ | -------- |
| 2010      | Moto2     | Suter          | 17       | 0         | 0       | 1    | 0         | 20     | 25.º     |
| 2011      | Moto2     | Suter          | 16       | 0         | 0       | 0    | 0         | 23     | 25.º     |
| 2012      | Moto2     | Kalex          | 13       | 0         | 1       | 0    | 1         | 74     | 14.º     |
| 2012      | Moto GP   | Inmotec        | 1        | 0         | 0       | 0    | 0         | 0      | NC       |
| 2013      | Moto GP   | FTR Kawasaki   | 1        | 0         | 0       | 0    | 0         | 0      | NC*      |
| 2015      | Moto GP   | Yamaha Forward | 4        | 0         | 0       | 0    | 0         | 0      | NC       |